# Carlos Pérez (futbolista chileno)
Carlos Alberto Pérez Pérez (Santiago, Chile, 26 de agosto de 1990) es un futbolista chileno. Juega de delantero y actualmente milita en Colchagua Club de Deportes de la Segunda División Profesional de Chile. Debutó profesionalmente en el 2008, jugando por Palestino. 

## Clubes
| Club             | País  | Año       |
| ---------------- | ----- | --------- |
| Palestino        | Chile | 2008-2010 |
| Cobresal         | Chile | 2011      |
| Palestino        | Chile | 2011-2012 |
| Unión San Felipe | Chile | 2013      |
| Colchagua        | Chile | 2014-Act. |

## Palmarés

### Campeonatos nacionales
| Título             | Club               | País  | Año  |
| ------------------ | ------------------ | ----- | ---- |
| Tercera A de Chile | Deportes Colchagua | Chile | 2014 |

- Datos: Q5751408